# William Richard Field
William Richard Field (Schull, 6 luglio 1907 – Cork, 3 febbraio 1988) è stato un missionario e vescovo cattolico irlandese.

## Biografia
Entrò nella Società delle missioni africane nel 1930 e nel 1934 fu inviato in Nigeria; giurò come membro della congregazione nel 1939.
Dal 1946 al 1949 fu superiore regionale della Società delle missioni africane e nel 1954 fu nominato vicario generale della diocesi di Ondo.
Fu eletto e consacrato vescovo di Ondo nel 1958.
Partecipò al Concilio Vaticano II.
Nel 1962 fondò a Ondo la congregazione indigena delle suore africane di San Luigi.
Lasciò la guida della diocesi nel 1976 e si ritirò a Cork, dove morì nel 1988.

## Genealogia episcopale e successione apostolica
La genealogia episcopale è:
- Cardinale Scipione Rebiba
- Cardinale Giulio Antonio Santori
- Cardinale Girolamo Bernerio, O.P.
- Arcivescovo Galeazzo Sanvitale
- Cardinale Ludovico Ludovisi
- Cardinale Luigi Caetani
- Cardinale Ulderico Carpegna
- Cardinale Paluzzo Paluzzi Altieri degli Albertoni
- Papa Benedetto XIII
- Papa Benedetto XIV
- Papa Clemente XIII
- Cardinale Enrico Benedetto Stuart
- Cardinale Ignazio Busca
- Arcivescovo John Thomas Troy, O.P.
- Arcivescovo Daniel Murray
- Arcivescovo John MacHale
- Arcivescovo John MacEvilly
- Arcivescovo John Healy
- Arcivescovo Thomas Patrick Gilmartin
- Vescovo John Dignan
- Vescovo Patrick Joseph Kelly, S.M.A.
- Vescovo William Richard Field, S.M.A.

La successione apostolica è:
- Vescovo Michael Patrick Olatunji Fagun (1971)